# Atouabet
Atouabet (àrab اتوابت) és una comuna rural de la província de Safi de la regió de Marràqueix-Safi. Segons el cens de 2014 tenia una població total de 10.704 persones.